# Benedenia melleni
Benedenia melleni är en plattmaskart. Benedenia melleni ingår i släktet Benedenia och familjen Capsalidae. Inga underarter finns listade i Catalogue of Life.